# Пограничник (Аксуська міська адміністрація)
Пограни́чник (каз. Пограничник) — село у складі Аксуської міської адміністрації Павлодарської області Казахстану. Входить до складу Достицького сільського округу.
Населення — 939 осіб (2021; 994 у 2009, 1100 у 1999, 1164 у 1989).
Національний склад станом на 1989 рік:
- росіяни — 42 %
- німці — 27 %

Станом на 1989 рік село називалось Пограничне.